# François-Zénon Collombet
Pour les articles homonymes, voir Collombet.
François-Zénon Collombet (1808-1853) est un écrivain français spécialisé dans l'histoire religieuse et du Lyonnais.

## Biographie
François-Zénon Collombet naît le 28 mars 1808 à Sieges dans le Jura, de parents cultivateurs. La mort prématurée de sa mère dès son enfance le fait passer sous la tutelle de son oncle, l'abbé Comte, ancien curé d'Oyonnax et pénitencier de la chapelle de Fourvière, qui l'oriente vers une carrière ecclésiastique en le faisant intégrer le séminaire de Meximieux en 1822. En 1826, il étudie la philosophie à Belley et entre en 1827 au séminaire Saint-Irénée de Lyon. Mais préférant la littérature grecque et latine et l'apprentissage des langues hébreu, anglais, italien, espagnol à la théologie, il abandonne sa vocation sacerdotale au profit de la littérature et de la rhétorique.
Ses premiers ouvrages, écrits en collaboration avec Jean-François Grégoire (d) , ami d'enfance rencontré à Meximieux, portent sur la biographie critique de poètes contemporains, sur les martyrs de Lyon de la fin du second siècle et sur la vie de saints. Ses écrits présentent un caractère religieux que sa formation en séminaire lui a inculqué. Il se spécialise sur la littérature chrétienne du IVe et du Ve siècle et se livre à de nombreuses biographies. Il collabore à la rédaction de biographies dans le Dictionnaire historique de Feller, dans la Biographie universelle de Michaud et dans la Revue du Lyonnais.
En 1848, l'Académie de Lyon met au concours l'éloge de Chateaubriand que la France vient de perdre. Collombet soumet son ouvrage Chateaubriand, sa vie et ses écrits mais ne remporte pas la médaille d'or.
Il entretient des relations avec des personnages lettrés de son époque comme Sainte-Beuve, Ozanam, Audin ou Desbordes-Valmore.
Mais à 45 ans, atteint d'une maladie, il décède le 18 octobre 1853. En seulement 23 ans, sa bibliographie comporte un nombre important d'ouvrages.

## Sources
- Abbé Christophe, Notice biographique et littéraire sur François-Zénon Collombet, 1854, imprimerie d'Aimé Vingtrinier à Lyon, consultable à la Bibliothèque municipale de Lyon, silo ancien, rayon SJ BC 566/101.
- Nécrologie de François-Zénon Collombet rédigée par Léon Boitel, parue dans la Revue du Lyonnais de 1853 série 2-n°7 pp. 331 (lire en ligne)